# Беков, Торогул Ниязович
Торогул Ниязович Беков (кирг. Беков Төрөгул Ниязович; род. 15 августа 1970 года, село Калмак-Кырчын, Сузакский район, ныне Джалал-Абадская область, Киргизская Республика) — государственный деятель Кыргызстана, министр сельского хозяйства (2010—2011), руководитель Аппарата правительства Кыргызской Республики (с декабря 2011).

## Биография
- Окончил с отличием Московскую сельскохозяйственную академию имени К. А. Тимирязева (1994), в 1998 — Академию управления при Президенте Кыргызской Республики (с отличием), в 2008 году — аспирантуру Академии управления при Президенте Киргизской Республики. Магистр государственного управления Кыргызстана, кандидат экономических наук (2011). Докторант Киргизского экономического университета.
- 1985—1989 — рабочий ученической бригады Ошского совхоза-техникума Киргизской ССР.
- 1989 — рабочий совхоза «Кара-Булак» Лейлекского района Баткенской области.
- 1994—1995 — агроном к/х «Тенир-Тоо» Сузакского района Джалал-Абадской области.
- 1995—1997 — референт, старший референт по сельскому хозяйству, заведующий отделом внешних связей и иностранных инвестиций Государственной администрации Джалал-Абадской области.
- 1998—2001 — заведующий сектором, заведующий отделом, начальник департамента международного сотрудничества, торговли и предпринимательства Государственной администрации Чуйской области.
- 2001—2002 — первый заместитель председателя Госкомпредпринимательства при Правительстве Кыргызской Республики.
- 2002—2003 — директор инвестиционной компании «Интер-Трейд», город Бишкек.
- 2003—2005 — руководитель экспертной группы по региональному и аграрному развитию, проекта ВБ «ИПССБ» при Администрации Президента КР.
- 03.2005 — 09.2005 — помощник и. о. Президента Кыргызской Республики.
- С 09.2005 — директор Центра конкурентоспособности агробизнеса.
- С 20.12.2010 — 23.12.2011 — министр сельского хозяйства Киргизской Республики.
- С 23.12.2011 — руководитель Аппарата правительства Киргизской Республики — министр Киргизской Республики.
- Освобождён от должности 6 сентября 2012 года после того, как правительство Омурбека Бабанова ушло в отставку.
- С 1.10.2013 года — руководитель секретариата парламентской фракции «Республика» аппарата Жогорку Кенеша КР.
- С 10.2013 по 01.2016 год — руководитель ряда бизнес-структур в Бишкеке КР (в частности Бизнес-Центра «Ала-Тоо»).
- C 01.2016 по 05.2018 год — Генеральный директор крупной агропромышленной компании «Агро Эко» (Россия, Поволжье)
- С 07.08.2018 года — вновь директор Центра конкурентоспособности агробизнеса в Кыргызской Республике.

Экс-президент ассоциации выпускников МСХА имени К. А. Тимирязева от Кыргызстана.